# Baden (stacja kolejowa)
Baden (niem: Bahnhof Baden) – stacja kolejowa w Baden, w kantonie Argowia, w Szwajcarii. Została otwarta w 1847 roku jako stacja końcowa Schweizerische Nordbahn ("Spanisch-Brötli-Bahn"), pierwszej linii kolejowej w Szwajcarii, a więc jest jedną z najstarszych stacji kolejowych w kraju. Budynek stacji zaprojektowany przez Ferdinanda Stadlera, jest najstarszym w Szwajcarii, który został zachowany w oryginalnym stanie i jest nadal używany do operacji kolejowych. Stacja kolejowa znajduje się na Bözbergstrecke SBB pomiędzy Zurychem i Bazyleą i jest przystankiem dla pociągów pospiesznych. Chociaż nie jest stacją węzłową, ma ważne znaczenie w szczególności jako punkt przesiadkowy dla wielu linii autobusowych.